# Xyela longula
Xyela longula is een vliesvleugelig insect uit de familie van de Xyelidae. De wetenschappelijke naam van de soort is voor het eerst geldig gepubliceerd in 1819 door Johan Wilhelm Dalman. Volgens Dalman was dit een zeldzame soort afkomstig uit Västergötland (Vestrogothia).